# Maïwenn
Maïwenn, voluit Maïwenn Le Besco (Les Lilas, 17 april 1976), is een Franse actrice en regisseuse.

## Biografie
Maïwenn is de dochter van de Frans-Algerijnse actrice Catherine Belkhodja en een Bretonse vader; vandaar haar Bretonse achternaam. Al jong werd ze geïntroduceerd in de Franse theaterwereld. 
In 1981 speelde ze in haar eerste film L'Année prochaine... si tout va bien met onder anderen Isabelle Adjani en een jonge Mathieu Kassovitz. In 1983 speelde ze de jonge Éliane in L'Été meurtrier; de volwassen Éliane werd vertolkt door Isabelle Adjani. In 1990 speelde ze in Lacenaire haar eerste grote rol, naast Daniel Auteuil. Het jaar daarop speelde ze in La Gamine naast Johnny Hallyday. Ze kreeg een relatie met filmregisseur Luc Besson, met wie ze in 1993 een dochter kreeg. 
In 1994 speelde ze een kleine rol in Bessons film Léon. In 1997 speelde ze diva Plavalaguna in de sciencefictionfilm The Fifth Element. In 2003 speelde ze in de horrorfilm Haute tension van Alexandre Aja, in 2004 acteerde ze in de door haarzelf geregisseerde korte film I'm an actrice, met haar dochter Shanna Besson. 
In 2006 regisseerde ze Pardonnez-moi, waarin ze zelf meespeelde. Ze kreeg voor deze film twee César-nominaties, voor beste debuutfilm en meest veelbelovende actrice.
Ook in de door haar geregisseerde films Le bal des actrices (2008), Polisse (2011) en ADN (2020) speelde ze zelf mee.